# Акредитиран институт за управление на водите и околната среда
Акредитираният институт за управление на водите и околната среда (АИУВОС) (на английски: Chartered Institution of Water and Environmental Management, CIWEM) е независима британска професионална и благотворителна организация, поставяща си за цел усъвършенстване на теорията и практиката в управлението на водните и другите природни ресурси с оглед на пълноценното им използване с минимално негативно въздействие върху природната среда.

## История
АУИВОС е създаден през 1987 година след сливането на организациите Institution of Public Health Engineers, Institution of Water Engineers and Scientists и Institute of Water Pollution Control, всяка от които с дългогодишна история (най-старата е основана през 1895), като първоначално носи името Institution of Water and Environmental Management. През 1995 организацията получава статут на специално акредитирана от британските власти.

## Дейност

### Общи бележки
Организацията има членове в близо 100 държави, включително и България, където работи в сътрудничество с местните власти и институции в областта на управлението и регулирането на природните ресурси, с университети и частни компании. АУИВОС осъществява обучение и сертификация на специалисти; организира конференции, технически срещи и семинари; издава списания, позволяващи обмяната на опит и знания. Има сътрудничество с Европейския съюз, ООН и WaterAid. Сред почетните членове на организацията са Дейвид Атънбъро и Дейвид Белами.

### НаградаEnvironmental Photographer of the Year
АУИВОС е учредител на ежегодната награда за най-добър фотограф на тема „околна среда“, Environmental Photographer of the Year (EPOTY). Наградата се връчва в няколко категории: „подводен свят“, „поглед върху западния свят“, „променящият се климат“, „иновации в околната среда“, „естественият свят“, „качество на живота“, „млади фотографи до 21 години“ и „млади фотографи до 16 години“.
През 2010 наградата в категорията „млади фотографи до 21 години“ печели българинът Радослав Вълков с фотографията си „Ясновидецът“.